# 网络操作系统
网络操作系统，这个术语被用来表示2个相当不同的概念：
- 运行在路由器，网络交换机，防火墙上的特别的操作系统。
- 一种面向计算机网络的操作系统，允许网络中的多台计算机访问共享的文件和打印机，允许共享数据，用户，组，安全，应用和其他网络功能。通常部署在局域网或私有网络。由于通用操作系统现在已经包含了很多功能特性，这个说法已成为历史。